# وابین
وابِین (انگلیسی: Ouabain) (از زبان سومالیایی waabaayo به‌معنای «زهر تیر»، که از طریق زبان فرانسوی ouabaïo وارد شده) که با نام g-استروفانتین نیز شناخته می‌شود، ماده‌ای سمی با منشأ گیاهی است که به‌طور سنتی در شرق آفریقا به‌عنوان زهر تیر در شکار و جنگ استفاده می‌شد. وابین یکی از گلیکوزیدهای قلبی است و در دوزهای پایین به‌صورت دارویی برای درمان فشار خون پایین و برخی آریتمی‌های قلبی به‌کار می‌رود. این ماده با مهار پمپ سدیم/پتاسیم (که با عنوان پمپ یونی سدیم–پتاسیم نیز شناخته می‌شود) عمل می‌کند. با این حال، در برخی گونه‌ها—به‌ویژه در برخی حشرات گیاه‌خوار—جهش‌هایی در زیرواحد آلفای این پمپ دیده شده است که باعث مقاومت در برابر این سم شده‌اند.
در ایالات متحده، وابین به‌عنوان ماده‌ای فوق‌العاده خطرناک شناخته می‌شود (مطابق بند ۳۰۲ قانون برنامه‌ریزی اضطراری و حق آگاهی جامعه ایالات متحده) و تحت مقررات سخت‌گیرانه برای گزارش‌دهی توسط مراکزی است که آن را تولید، ذخیره یا استفاده می‌کنند.

## کاربرد وابین در حیوانات

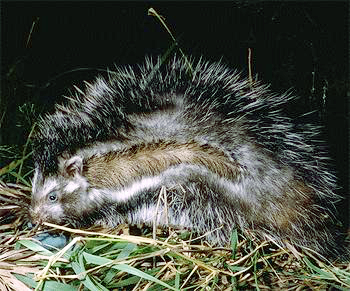
موش یال‌دار آفریقایی سم را روی موهای پهلوهایش می‌مالد.

## سنتز

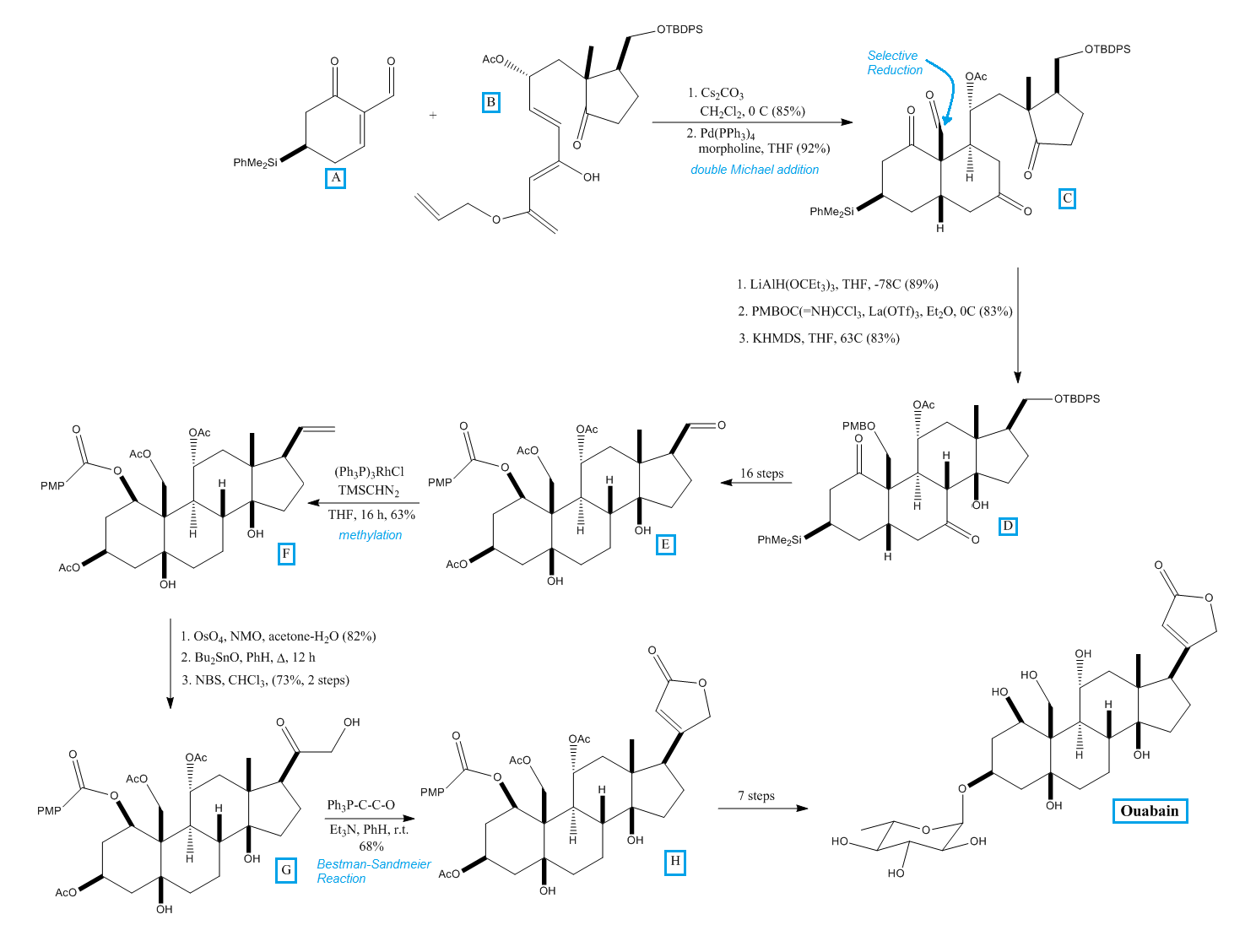
گام‌های کلیدی در سنتز وابین